# Jürgen Loacker
Jürgen Loacker (* 14. Dezember 1974 in Altach) ist ein ehemaliger österreichischer Bobfahrer. Er hat an den Olympischen Winterspielen 2006 in Turin und 2010 in Vancouver teilgenommen.

## Karriere
Aufgewachsen in Koblach lebt und trainiert er seit 1983 in Götzis/Dornbirn. Nach der Schulausbildung und der Ausbildung zum Ofensetzer war er mit Schwerpunkt in der Leichtathletik tätig. Von der Leichtathletik kam er durch eine Sichtung 1999 zum Bobsport. Nach seinem Start als Bremser in der Mannschaft von Manfred Maier wurde er 2001 selbst Bobpilot.
Neben einigen Siegen im Europacup und Top-10-Ergebnissen bei Weltcuprennen und Europameisterschaften war der 8. Platz bei der Weltmeisterschaft 2008 in Altenberg sein international bestes Ergebnis. National konnte Jürgen Loacker in Österreich mehrmals den Staatsmeistertitel erringen. Loacker ist ehemaliger Sportsoldat des Bundesheeres. In seiner letzten Saison 2012/2013 konnte er auf die Unterstützung von sechs Bremsern als Teammitglieder bauen und hatte mit Martin Lachkovics und Matthias Adolf erfahrene Bobsportler hinter sich.